# Усть-Каренга
Усть-Каре́нга (рос. Усть-Каренга) — село у складі Тунгокоченського району Забайкальського краю, Росія. Адміністративний центр та єдиний населений пункт Усть-Каренгинського сільського поселення.

## Населення
Населення — 185 осіб (2010; 236 у 2002).
Національний склад (станом на 2002 рік):
- росіяни — 83 %